# Pierre Bayle
Pour les articles homonymes, voir Bayle et Pierre Bayle.
Pierre Bayle, né le 18 novembre 1647 au Carla-le-Comte, près de Pamiers en Pays de Foix (aujourd'hui Ariège), et mort le 28 décembre 1706 à Rotterdam, est un philosophe, écrivain et lexicographe français.

## Biographie

### Famille, jeunesse et formation
Pierre Bayle est le second fils d’un pasteur protestant. Instruit par son père, il apprend le grec et le latin. À cause de la pauvreté de sa famille, il doit attendre la fin des études de son frère aîné, Jacob, pour commencer son cursus à l'Académie protestante de Puylaurens.
En 1669, il entre au collège des jésuites de Toulouse et se convertit au catholicisme. Après dix-sept mois, le 21 août 1671, il abjure et revient au protestantisme. En tant que relaps, il doit s'exiler à Genève, où il entreprend des études de théologie et de philosophie et découvre notamment la pensée de Descartes. Il gagne sa vie en étant précepteur.
Il revient incognito en France – pendant quelques années, il signe du nom de Bêle – travaillant comme précepteur à Rouen (1674) puis à Paris. En 1675, sur les instances de son ami Jacques Basnage, il est candidat à un poste d'enseignant à l’Académie protestante de Sedan où, à l’issue d’un concours et grâce au soutien de Pierre Jurieu, il est nommé professeur de philosophie et d'histoire
En 1681, dans le cadre des mesures anti-protestantes, Louis XIV fait fermer l’Académie de Sedan et Bayle doit s'exiler aux Provinces-Unies. Le 8 décembre 1681, il est nommé professeur de philosophie et d’histoire à l’École illustre de Rotterdam. Il publie en 1682 sa célèbre Lettre sur la comète, rééditée en 1683 sous le titre de Pensées diverses sur la comète — auxquelles viendront s'ajouter par la suite une Addition et une Continuation. Il y dénonce les superstitions et l'idolâtrie, et développe le paradoxe de l'athée vertueux dans Pensées diverses écrites à un docteur de Sorbonne à l'occasion de la Comète qui parut au mois de décembre 1680 : « Il n’est pas plus étrange qu’un athée vive vertueusement, qu’il est étrange qu’un chrétien se porte à toutes sortes de crimes ». Il critique l’Histoire du calvinisme de l'ex-jésuite Louis Maimbourg.

### Nouvelles de la République des Lettres
En 1684, Pierre Bayle crée et rédige un périodique de critique littéraire, historique, philosophique et théologique, les Nouvelles de la république des lettres, qui rencontre dans toute l’Europe un rapide succès. Il rédige des comptes rendus de livres publiés et donne toutes sortes de renseignements sur les auteurs dans un style et sur un ton qui restent accessibles. Il entre ainsi en relation avec les principaux savants de son temps. Il n'existe pas alors de distinction nette entre la « littérature » et la « science ». En 1687, Bayle, malade, doit abandonner la rédaction de ce périodique qui sera repris par la suite, mais dont le véritable continuateur est l'avocat Henri Basnage de Beauval, qui crée l'Histoire des ouvrages des savants.
En 1685, après la révocation de l’édit de Nantes, Bayle apprend la mort en prison de son frère Jacob, qui avait refusé d'abjurer. Dans son Commentaire philosophique sur ces paroles de Jésus-Christ : « Contrains-les d’entrer », il dénonce l'intolérance et prône la tolérance civile à l'égard de toutes les confessions chrétiennes, du judaïsme, de l'islam et même pour les athées. En 1690 paraît un Avis important aux réfugiés exhortant les protestants au calme et à la soumission politique, ce qui provoque la colère de Pierre Jurieu. Ses ennemis, à la tête desquels se trouve Jurieu, parviennent à le faire destituer de sa chaire en 1693.

### Les questions politiques
En réalité, au-delà des querelles personnelles, ce sont deux conceptions politiques qui s'affrontent. Jurieu est partisan de la théorie du contrat, et affirme que « le peuple est celui qui fait les rois » et que « quand une des deux parties vient à violer ce pacte, l'autre est dégagée ». Bayle, suivant son « éthique d'historien » prône une loyauté envers la France. De là, deux attitudes pratiques. Jurieu pousse ses coreligionnaires à soutenir Guillaume III d'Orange contre Louis XIV pour instaurer en France une république. Bayle estime cette attitude risquée pour les protestants français qui soutiendraient les adversaires de Louis XIV engagé dans la guerre de la Ligue d'Augsbourg.

### Le Dictionnaire historique et critique
Ceci ne le gêne pas particulièrement pendant la préparation de son Dictionnaire historique et critique, œuvre majeure qui préfigure l'Encyclopédie. Ce dictionnaire se veut, en première intention, la correction des erreurs des auteurs des dictionnaires précédents (en particulier Louis Moréri). Mais Bayle précise son projet dans la préface :

« Or voici de quelle manière j'ai changé mon plan, pour tâcher d'attraper mieux le goût du public. J'ai divisé ma composition en deux parties : l'une est purement historique, un narré succinct des faits : l'autre est un grand commentaire, un mélange de preuves et de discussions, où je fais entrer la censure de plusieurs fautes, et quelquefois même une tirade de réflexions philosophiques ; en un mot, assez de variété pour pouvoir croire que par un endroit ou par un autre chaque espèce de lecteur trouvera ce qui l'accommode. »

Véritable labyrinthe, ce dictionnaire est composé d’articles emboîtés les uns dans les autres, en plus des nombreuses notes et citations où se trouve en réalité l'essentiel de la réflexion. D’une certaine façon, Bayle, dans ce dictionnaire, pratique l’hypertexte en tant que le péritexte est plus abondant que le corps du texte. À travers une pensée en apparence errante, le principal enseignement de Bayle est que le monde ne se réduit jamais à une vision manichéenne et suppose le croisement permanent des points de vue et des opinions contradictoires.
Pierre Jurieu le dénonce au consistoire comme impie et au Prince d’Orange, devenu roi d’Angleterre, comme ennemi de l’État et partisan secret de la France. Mais grâce à la protection de Lord Shaftesbury, il échappe aux poursuites. Les dernières années de Bayle sont consacrées à divers écrits, provenant dans beaucoup de cas des critiques faites sur le Dictionnaire, qu’il cherche le reste de sa vie à développer.
Pierre Bayle meurt de la tuberculose à Rotterdam le 28 décembre 1706. Dans une de ses dernières lettres, il écrit : « Je meurs de la mort du philosophe chrétien, persuadé et pénétré des bontés et de la miséricorde de Dieu ».

## Philosophie
Bayle est surtout connu comme philosophe sceptique. Dans son Dictionnaire, il se plaît à exhumer les opinions les plus paradoxales et à les fortifier d’arguments nouveaux, sans toutefois les prendre à son propre compte. Il pense que l'objectivité historique est possible si on respecte les principes fondamentaux de la critique historique, mais que cette objectivité n'est pas la vérité et que l'erreur est toujours possible : elle est causée par les préventions, les préjugés de l'éducation et les passions. Avec l’incrédulité qui règne dans ses écrits, il est déjà par son souci de la tolérance un philosophe au sens du XVIIIe siècle et il a frayé la voie à Voltaire. Ce dernier a d'ailleurs écrit dans la préface de son Poème sur le désastre de Lisbonne que Pierre Bayle est « le plus grand dialecticien qui ait jamais écrit. »

## Hommages

### En France
- En 1879, le village natal de Pierre Bayle, Le Carla-le-Comte, prend le nom de Le Carla-Bayle, en l'honneur du philosophe, conçu comme un symbole républicain.
- Le 5 septembre 1905, une statue en son honneur a été inaugurée à Pamiers comme « réparation d’un long oubli » au milieu de polémiques politico-religieuses, au moment de la discussion à l'Assemblée nationale de la loi de séparation des Églises et de l'État[7]. Cette inauguration faisait suite à une première délibération du conseil municipal le 5 novembre 1897, sur l’initiative d’Albert Tournier, futur député, radical-socialiste. Le comité constitué sous la présidence du maire Edmond Durrieu mènera le projet à son terme avec son adoption définitive le 25 février 1904 et l'accord par la ville d'une subvention de 1 000 francs et de la concession de l’emplacement. La statue est due à Honoré Icard, qui est rémunéré 10 000 francs pour cette œuvre. Cette statue est envoyée à la fonte sous le régime de Vichy et n'a pas été remplacée par la suite[8]. En 2007, le buste de Pierre Bayle qui se trouvait dans la cour de la mairie a été remisé dans les réserves, victime collatérale de l'enlèvement du buste du révolutionnaire Marc-Guillaume-Alexis Vadier à l'initiative du maire André Trigano[9]. Pamiers a aujourd'hui un collège Pierre Bayle.
- À Sedan, un lycée porte son nom[10].
- La Poste française a émis un timbre à son effigie le 29 avril 2006[11].
- À Besançon, une médiathèque municipale porte son nom[12].

### Aux Pays-Bas

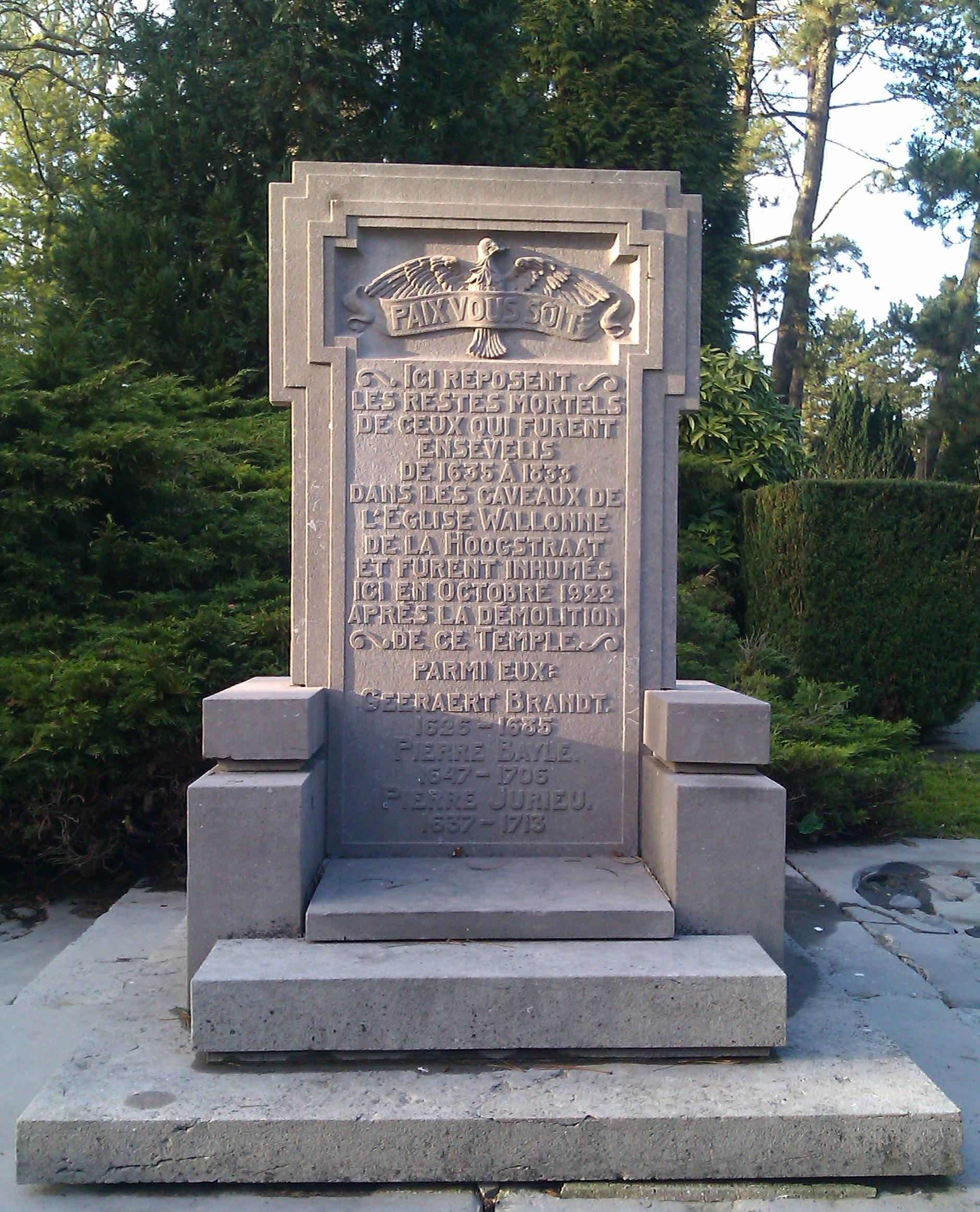
Monument commémoratif des tombes protestantes wallonnes au cimetière de Crooswijk (Pierre Bayle y est mentionné).

Aux Pays-Bas, la mémoire de Pierre Bayle, qui y a vécu et publié pendant 25 ans, est restée vivace, particulièrement à Rotterdam, lieu de son décès :
- la tombe de Pierre Bayle se situait dans l'ancienne église wallonne de Rotterdam. Après sa destruction en 1922, l'ensemble des dépouilles ont été regroupées au cimetière de Crooswijk, où un monument rappelle la présence dans l'ossuaire, entre autres, des restes de Pierre Bayle et de ceux de son adversaire Pierre Jurieu ;
- en 1959, une rue du centre-ville de Rotterdam reçoit le nom de rue Pierre Bayle (Pierre Baylestraat). Dans cette rue se trouve l'église wallonne actuelle de Rotterdam, fondée par les réfugiés huguenots arrivés sur place à la même époque que Pierre Bayle ;
- en 2012 est installée sur le parvis de l'église Saint-Laurent de Rotterdam (Grotekerkplein), à proximité de la grande statue en pied d’Érasme, une œuvre d'art commémorative de Pierre Bayle, un banc portant l'inscription en français « Pierre Bayle le philosophe de Rotterdam (1647-1706) »[13].

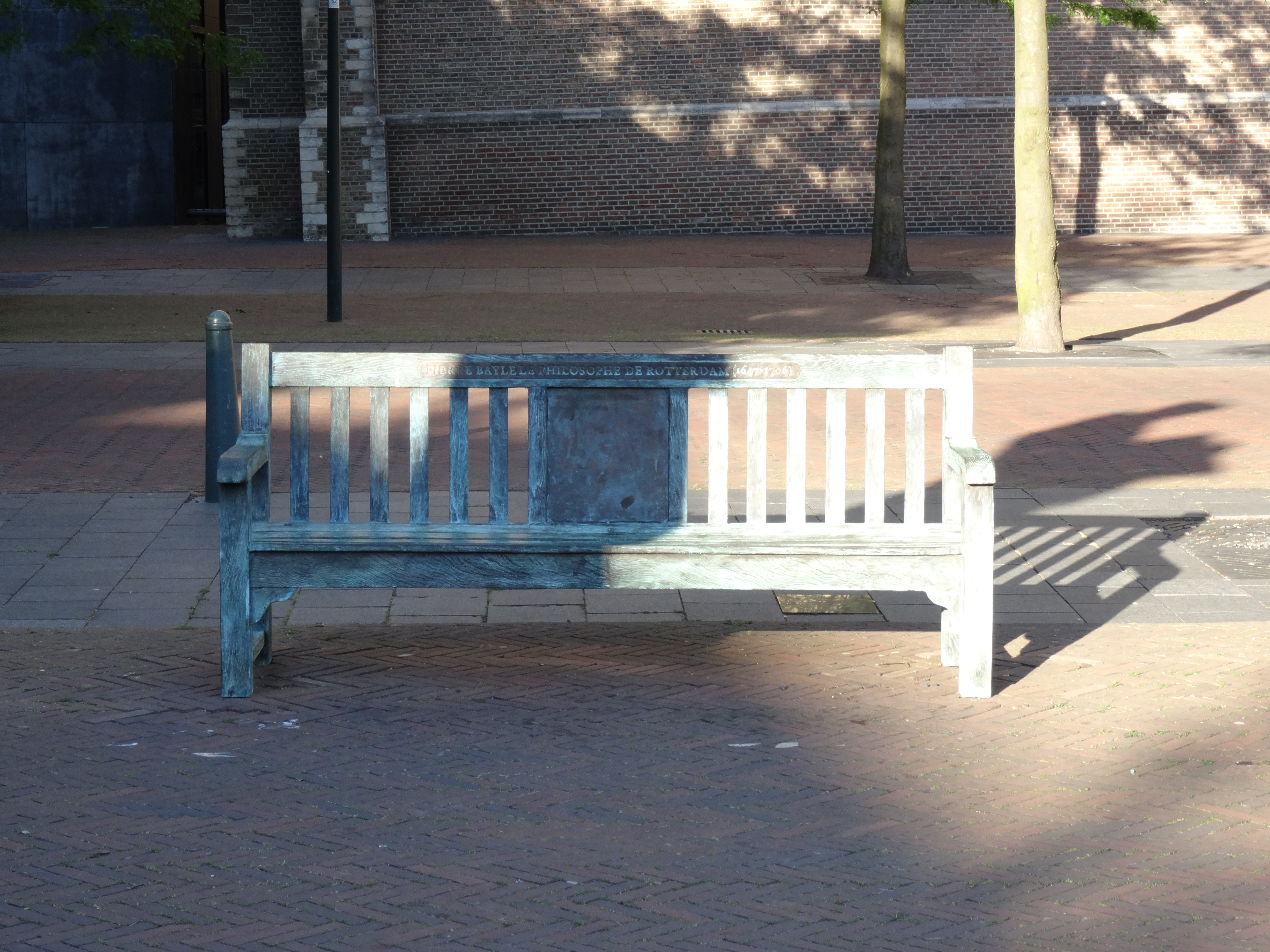
Banc public à la mémoire de Pierre Bayle, à Grotekerkplein, Rotterdam

La philosophie de Pierre Bayle est aussi très présente dans les esprits :
- depuis 1989, une conférence Pierre Bayle a lieu tous les deux ans à Rotterdam, qui donne à une personnalité scientifique l'occasion de s'exprimer sur une question philosophique d'actualité. Elle est organisée par la Fondation Pierre Bayle qui se fixe le double objectif de développer la culture de la réflexion philosophique et de stimuler le climat intellectuel de Rotterdam[14] ;
- au sein de l'Université Radboud de Nimègue, l'Institut Pierre Bayle se consacre aux recherches historiques sur les périodes moderne et contemporaine ;
- depuis 1956, le prix Pierre Bayle récompense tous les deux ans un critique d'art ou littéraire. Parmi les lauréats figurent Hans Warren (1970), Aad Nuis (1984) et Michaël Zeeman (2010).

## Publications

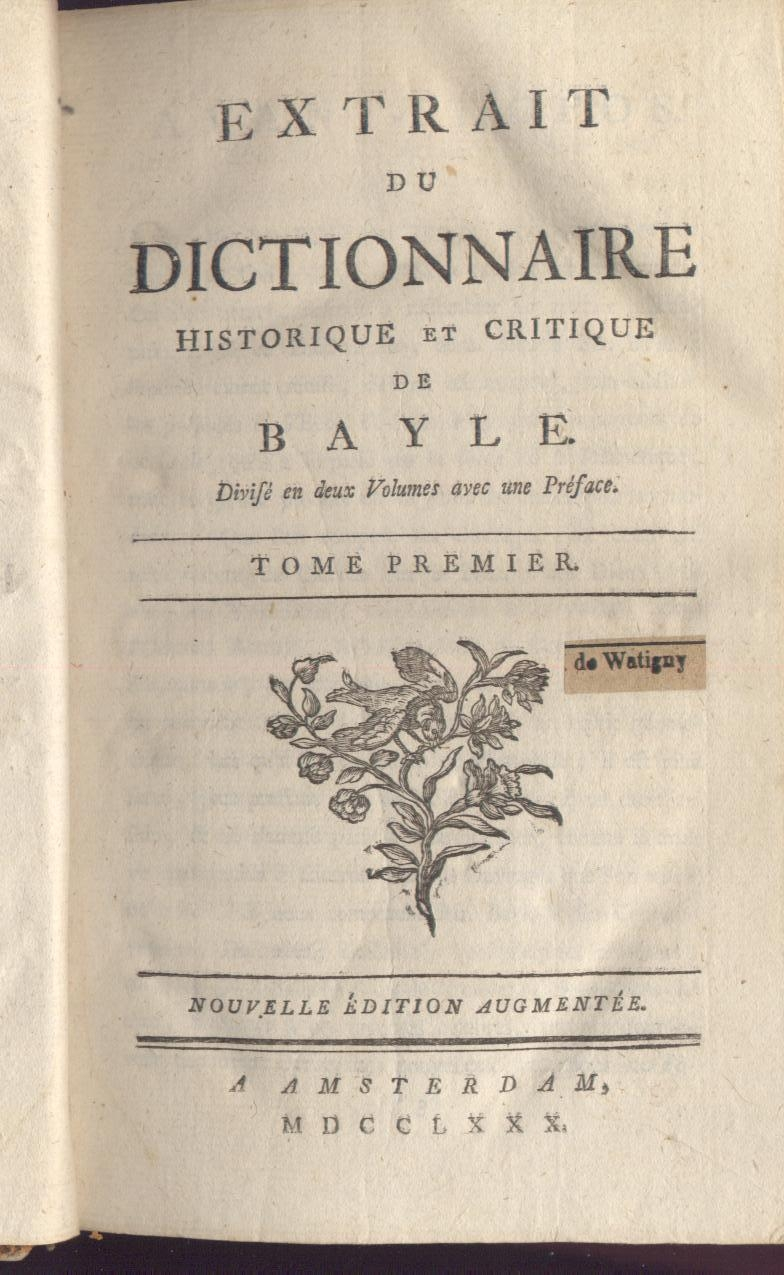
Une édition condensée du Dictionnaire historique et critique datée de 1780.

- Pensées diverses écrites à un docteur de Sorbonne à l'occasion de la Comète qui parut au mois de décembre 1680, 1682 (édition Paris : GF, 2007).
- Critique de l’histoire du calvinisme du Père Maimbourg, 1683.
- Ce que c'est que la France toute catholique sous le règne de Louis Le Grand, 1685.
- Commentaire philosophique sur ces paroles de Jésus-Christ : « Contrains-les d’entrer », 1686 (souvent appelé De la tolérance).(Édition de 1688, en ligne)
- Projet et fragmens d’un dictionnaire critique, 1692 (lire en ligne sur Gallica, [lire en ligne]).
- Dictionnaire historique et critique :
  - 1re édition en 1697, 4 volumes in-folio[15] ;
  - édition de 1702, 3 volumes in-folio ;
  - édition de 1740[16] ;
  - édition d'Adrien-Jean-Quentin Beuchot, 16 volumes in-8, 1820-1824)[17].
- Réponse aux questions d’un provincial, 6 volumes, in-8, Rotterdam, 1704-1706.
- Entretiens de Maxime et de Thémiste, Rotterdam, chez Reiniers Leers, 1706.
- Œuvres diverses. La Haye, Société d'Éditeurs, 4 volumes in-folio. 1727.
- Avis important aux réfugiés, 1690 (lire en ligne sur Gallica, [lire en ligne]).
- Correspondance de Bayle, 1647-1706[18]